# Opisthoncus
Genre
Opisthoncus est un genre d'araignées aranéomorphes de la famille des Salticidae.

## Distribution
Les espèces de ce genre se rencontrent en Océanie.

## Liste des espèces
Selon World Spider Catalog (version 18.0, 29/04/2017) :
- Opisthoncus abnormis L. Koch, 1881
- Opisthoncus albiventris L. Koch, 1881
- Opisthoncus alborufescens L. Koch, 1880
- Opisthoncus barbipalpis (Keyserling, 1882)
- Opisthoncus bellus (Karsch, 1878)
- Opisthoncus bitaeniatus L. Koch, 1880
- Opisthoncus confinis L. Koch, 1881
- Opisthoncus delectabilis Rainbow, 1920
- Opisthoncus devexus Simon, 1909
- Opisthoncus eriognathus (Thorell, 1881)
- Opisthoncus grassator Keyserling, 1883
- Opisthoncus inconspicuus (Thorell, 1881)
- Opisthoncus keyserlingi Żabka, 1991
- Opisthoncus kochi Żabka, 1991
- Opisthoncus lineativentris L. Koch, 1880
- Opisthoncus machaerodus Simon, 1909
- Opisthoncus magnidens L. Koch, 1880
- Opisthoncus mandibularis L. Koch, 1880
- Opisthoncus mordax L. Koch, 1880
- Opisthoncus necator L. Koch, 1881
- Opisthoncus nigrifemur Strand, 1911
- Opisthoncus nigrofemoratus (L. Koch, 1867)
- Opisthoncus pallidulus L. Koch, 1880
- Opisthoncus parcedentatus L. Koch, 1880
- Opisthoncus polyphemus (L. Koch, 1867)
- Opisthoncus quadratarius (L. Koch, 1867)
- Opisthoncus rubriceps (Thorell, 1881)
- Opisthoncus serratofasciatus L. Koch, 1881
- Opisthoncus sexmaculatus (C. L. Koch, 1846)
- Opisthoncus tenuipes (Keyserling, 1882)
- Opisthoncus unicolor L. Koch, 1881
- Opisthoncus versimilis Peckham & Peckham, 1901

## Publication originale
- L. Koch, 1880 : Die Arachniden Australiens. Nürnberg, vol. 1, p. 1157-1212 (texte intégral).